# Броншевиці
Броншевіце (пол. Brąszewice) — село в Польщі, у гміні Броншевиці Серадзького повіту Лодзинського воєводства.
Населення — 1178 осіб (2011).
У 1975-1998 роках село належало до Серадзького воєводства.

## Демографія
Демографічна структура станом на 31 березня 2011 року:
|          | Загалом | Допрацездатний вік | Працездатний вік | Постпрацездатний вік |
| -------- | ------- | ------------------ | ---------------- | -------------------- |
| Чоловіки | 591     | 155                | 385              | 51                   |
| Жінки    | 587     | 130                | 330              | 127                  |
| Разом    | 1178    | 285                | 715              | 178                  |